# Albert de Saxe-Wittemberg
Albert de Saxe-Wittemberg (allemand : Albrecht von Sachsen-Wittenberg ; mort le 28 juin 1385 à Wittemberg) est un prince allemand de la maison d'Ascanie qui fut duc corégent de Saxe-Wittemberg sous le nom d'Albert III et prince de Lunebourg en 1370 comme successeur de son grand-père maternel.

## Origine
Albert est le fils d'Othon de Saxe-Wittemberg († 30 mars 1350), un fils cadet prédécédé[Quoi ?] du prince-électeur Rodolphe Ier de Saxe-Wittemberg et de son épouse Élisabeth, fille du duc Guillaume II de Brunswick-Lunebourg.

## L'héritage de Lunebourg
Guillaume II Brunswick-Lunebourg avait désigné son petit-fils Albert comme héritier de Celle et de la principauté de Lunebourg, car ni lui ni son frère Othon III († 1352) n'avaient eu d'héritier en ligne masculine. En fait, Guillaume II avait préalablement demandé à l'empereur Charles IV du Saint-Empire l'éventuelle inféodation de ses États à son petit-fils, mais avant de mourir il souhaite revenir sur cette décision car il craint l'influence des oncles d'Albert Venceslas Ier et Rodolphe II. Une autre raison de ce revirement est liée aux termes de l'investiture du Brunswick-Lunebourg en 1235 comme au traité de succession conclu par Othon II le Sévère, le père de Guillaume II, avec la lignée cousine de Principauté de Brunswick-Wolfenbüttel de la maison des Welf, selon laquelle les possessions de la principauté devaient être transmises à un héritier mâle de la lignée des Welf tant qu'il en restait un.

## Guerre de succession
Le duc Guillaume II meurt en novembre 1369. L'année suivante la guerre de Succession du Lunebourg éclate entre la Saxe-Wittemberg et le Brunswick-Wolfenbüttel. Albert est appuyé par son oncle le prince-électeur Venceslas de Saxe et il doit faire face à Magnus II prince de Wolfenbüttel. Le 25 juillet 1373, le duc Magnus II est tué dans un engagement près de Leveste, à Deister, une localité qui fait maintenant partie de Gehrden.
Après cet événement, un arrangement est négocié entre le prince-électeur Wenceslas et Albert d'une part et la veuve de Magnus II et ses fils d'autre part. Il prévoit que la principauté doit demeurer en indivision entre les deux princes de la maison d'Ascanie de Saxe-Wittemberg et qu'après leur mort elle sera transférée aux fils du défunt duc Magnus II. De plus en cas d'extinction de la maison de Brunswick, leur succession doit revenir de nouveaux aux Ascaniens. Afin de renforcer ce compromis des alliances matrimoniales sont également prévues : en 1374, Albert, dit désormais de Saxe-Lunebourg, épouse la veuve de Magnus II, Catherine, et il choisit Celle comme résidence en 1378. Les deux fils de Magnus, Frédéric Ier et Bernard Ier seront également dotés à leur majorité en 1386 d'épouses issues de la maison d'Ascanie, en l'occurrence deux filles de Venceslas de Saxe.
Albert règne alors conjointement sur la principauté de Lunebourg avec son oncle le prince-électeur Venceslas de Saxe-Wittemberg jusqu'à sa mort le 28 juin 1385.

## Union et postérité
Albert épouse donc Catherine, fille de Bernard III d'Anhalt-Bernbourg, la veuve de Magnus II de Brunswick-Lunebourg. Leur mariage est célébré le 10 novembre 1373 à Hanovre et le 11 mai 1374 à Celle. Ils ont une fille unique :
- Hélène de Saxe-Wittemberg (née en 1385 – ?)